# Dolmen Chevresse
Le dolmen Chevresse, ou dolmen de Chevresse, ou encore fort Chevresse, est un empilement de blocs granitiques situé à 595 m d'altitude dans la forêt domaniale de Breuil Chenue, sur le territoire de la commune de Saint-Brisson (Nièvre), dans le parc naturel régional du Morvan. Il s'agit d'une des « pierres de légende » de cette région, qui suscite encore de nos jours des réunions d'inspirations druidique ou autres (comme des cérémonies de confrérie cladiste par exemple).

## Nature
Malgré son appellation et son aspect extérieur rappelant un dolmen, il semble qu'il s'agisse en fait d'une formation naturelle, un chaos granitique, due à l'érosion, comme il en existe divers exemples dans le Morvan et ailleurs.

## Tradition
Selon la tradition, le dolmen était un lieu du sabbat des sorciers de la région .

## Photos

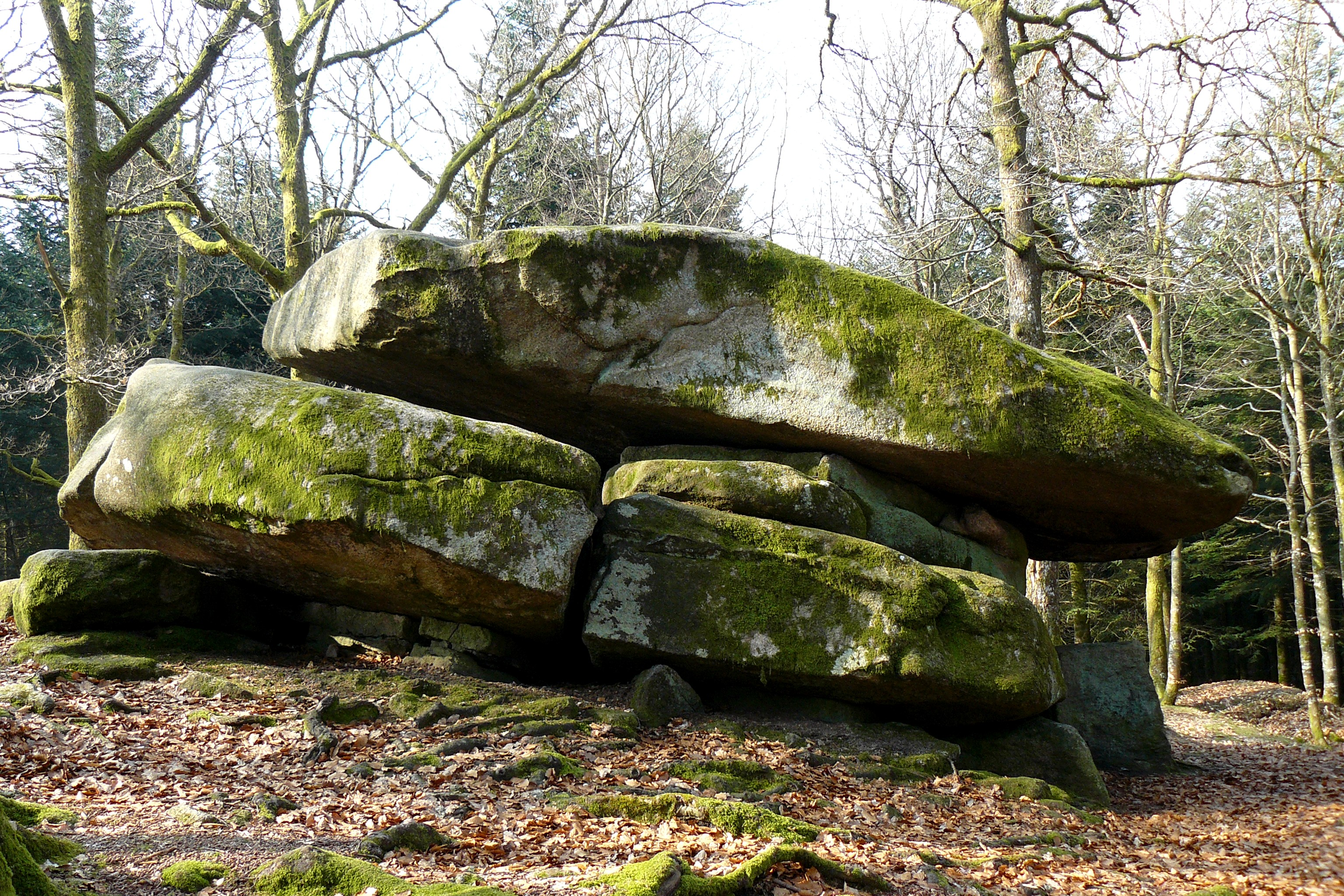
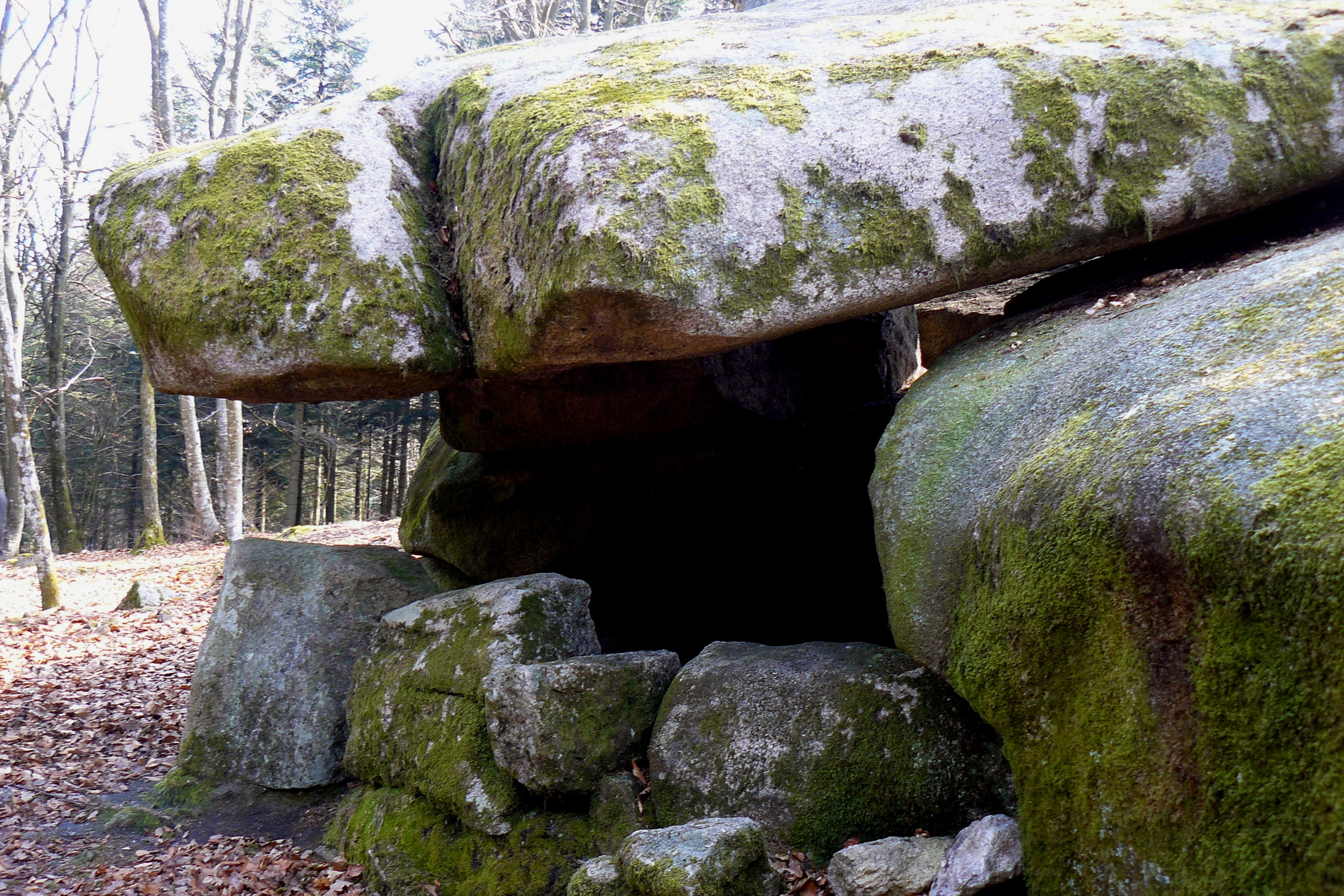
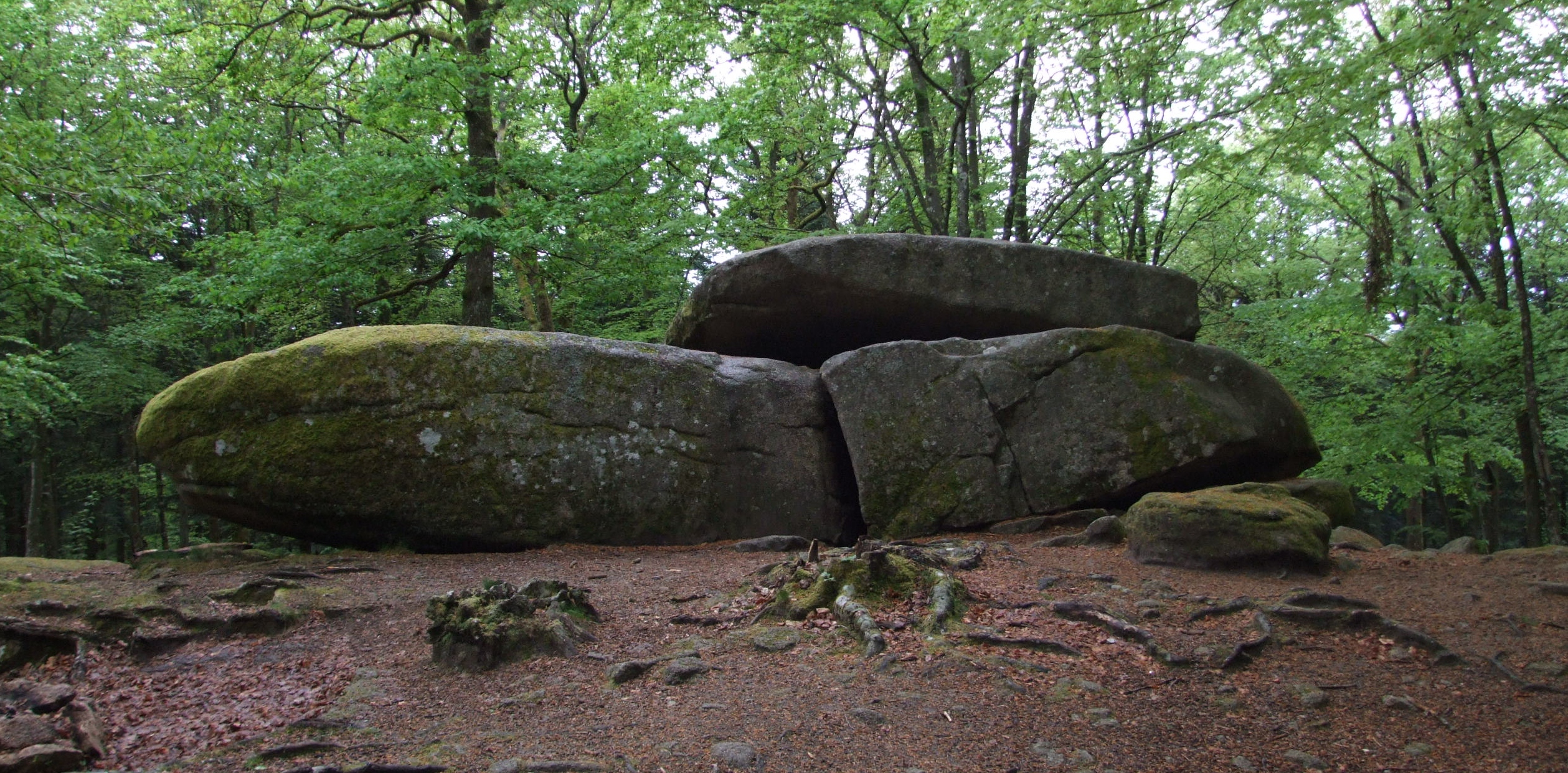